# Vagaj
Vagaj (rusky Вагай) je řeka v Ťumeňské oblasti v Rusku. Je dlouhá 555 km. Plocha povodí měří 23 000 km².

## Průběh toku
Protéká jižní částí Západosibiřské roviny. Ústí zleva do Irtyše (povodí Obu).

## Vodní režim
Zdrojem vody jsou převážně sněhové srážky. Průměrný průtok vody u vesnice Novovyigryšnaja činí přibližně 8,23 m³/s. Na jaře se mocně rozlévá a v létě mělkne.

## Využití
Údolí řeky je hustě osídleno. Na dolním toku je možná vodní doprava.

## Historie
V ústí řeky, v místě zvaném Jermakova zavoď, zahynul 6. srpna 1585 dobyvatel Sibiře Jermak.